# Långviksmon
Långviksmon is een plaats in de gemeente Örnsköldsvik in het landschap Ångermanland en de provincie Västernorrlands län in Zweden. De plaats heeft 223 inwoners (2005) en een oppervlakte van 64 hectare. De plaats ligt aan de spoorweg Norra Stambanan, ongeveer 50 kilometer ten noorden van de stad Örnsköldsvik.